# Manuel Giandonato
Manuel Giandonato (Casoli, 10 ottobre 1991) è un allenatore di calcio ed ex calciatore italiano, di ruolo centrocampista, tecnico in seconda della Recanatese.

## Biografia
Il padre Mario è stato giocatore ed allena in Serie D.

## Carriera

### Giocatore

#### Club

##### Inizi e giovanili
Dopo i primi calci al pallone a Casoli, disputa un campionato Giovanissimi nel Lanciano. Nella stagione 2004-2005 passa ai Giovanissimi del Pescara.
Dal 2005 fa parte delle giovanili della Juventus con le quali vince il Torneo di Viareggio 2010.

##### Debutto in prima squadra e l'esperienza in A con il Lecce
Debutta in prima squadra in Serie A il 6 febbraio 2010 all'84' di Livorno-Juventus (1-1).
Nella stagione seguente, il 26 agosto entra all'85' di gara nel ritorno del play-off di Europa League contro gli austriaci dello Sturm Graz; il 4 novembre successivo gioca da titolare nella medesima competizione nella sfida interna contro il Salisburgo venendo poi sostituito al 51'. Il 19 dicembre gioca la sua seconda partita in Serie A, la prima del nuovo campionato, in Chievo-Juventus (1-1), iniziando da titolare e venendo espulso al 52'. Torna a giocare in occasione della partita persa 1-0 contro il Parma giocata il 15 maggio 2011 schierato da titolare ma sostituito nel secondo tempo. Conclude la sua seconda stagione con 4 presenze: 2 in Serie A e 2 in Europa League.
Nel maggio 2011, nel match di addio di Gary Neville, tra Juventus e Manchester Utd ,segna un gol su punizione all'Old Trafford.
Il 31 agosto 2011, ultimo giorno di calciomercato, passa in prestito al Lecce insieme al suo compagno di squadra Cristian Pasquato. Termina la stagione con 8 presenze in Serie A. Alla fine del prestito ritorna alla Juventus.

##### I prestiti a Vicenza, Cesena, Juve Stabia, Salernitana e Catanzaro
Il 28 agosto 2012 viene ceduto in prestito con diritto di riscatto della metà del cartellino e contro opzione al Vicenza, in serie B.
Il 31 gennaio 2013, dopo essere rientrato dal prestito al Vicenza, viene ceduto sempre in prestito con diritto di riscatto della metà del cartellino e contro opzione al Cesena. A fine stagione non viene riscattato dalla società romagnola e rientra per fine prestito alla Juventus; il 3 settembre 2013 rescinde il contratto con la società bianconera e rimane svincolato.
Il 16 gennaio 2014 firma un contratto con il Parma, che lo gira subito in prestito alla Juve Stabia in prestito con diritto di riscatto e contro-riscatto in favore della società emiliana.
Il 6 agosto 2014 passa alla Salernitana in prestito con diritto di riscatto.
Il 19 gennaio 2015 si trasferisce, sempre in prestito, al Catanzaro.

##### Padova, Virtus Lanciano e Livorno
Il 30 luglio firma un contratto biennale con il Padova. Il 1º febbraio 2016 passa a titolo temporaneo alla Virtus Lanciano, club di Serie B.
Dopo essere stato convocato per la partita di Coppa Italia contro il Seregno, il 20 agosto 2016 viene ceduto a titolo definitivo al Livorno. Dopo aver collezionato 12 presenze con la squadra toscana, il 6 novembre si infortuna gravemente al ginocchio sinistro, riportando la rottura completa del menisco e la lesione del legamento crociato anteriore, subendo uno stop forzato di oltre cinque mesi. Torna in campo il 22 aprile 2017, nella partita pareggiata per 0-0 a Piacenza.

##### Ultime esperienze
Seguono esperienze con Fermana, Piacenza, Olbia e nuovamente Fermana.
Nell'estate del 2024 viene ammesso al corso UEFA B che consente di essere tesserati come collaboratori negli staff di Serie A e B e di essere allenatori in seconda in Serie C oltre a poter allenare tutte le prime squadre fino alla Serie D.  Sempre nella stessa estate viene prelevato dal L’Aquila in Serie D, tornando così nella sua terra dopo otto anni. Il 23 gennaio 2025 rescinde il proprio contratto con i rossoblù, svincolandosi. Successivamente firma per la Recanatese, rimanendo nello stesso girone.
Il 16 luglio 2025, tramite un post sui social network, annuncia il ritiro dall'attività agonistica.

#### Nazionale
Ha giocato in tutte le rappresentative nazionali giovanili dall'Under-16 all'Under-21. L'11 novembre 2010 riceve la sua prima convocazione in Under-21 da parte del nuovo commissario tecnico Ciro Ferrara in vista dell'amichevole contro i pari età della Turchia del 17 novembre (vittoria azzurra per 2-1), nella quale debutta scendendo in campo a partire dal secondo tempo.

### Allenatore
Dopo il ritiro rimane a Recanati come allenatore in seconda della Recanatese affiancando Mirko Savini per la stagione 2025-2026.

## Statistiche

### Presenze e reti nei club
Statistiche aggiornate al 9 maggio 2025.
| Stagione        | Squadra         | Campionato      | Campionato | Campionato | Coppe nazionali | Coppe nazionali | Coppe nazionali | Coppe continentali | Coppe continentali | Coppe continentali | Altre coppe | Altre coppe | Altre coppe | Totale | Totale | Totale |
| Stagione        | Squadra         | Comp            | Pres       | Reti       | Comp            | Pres            | Reti            | Comp               | Pres               | Reti               | Comp        | Pres        | Reti        | Pres   | Reti   |        |
| --------------- | --------------- | --------------- | ---------- | ---------- | --------------- | --------------- | --------------- | ------------------ | ------------------ | ------------------ | ----------- | ----------- | ----------- | ------ | ------ | ------ |
| 2009-2010       | Juventus        | A               | 1          | 0          | CI              | 0               | 0               | UCL+UEL            | 0                  | 0                  | -           | -           | -           | 1      | 0      |        |
| 2010-2011       | Juventus        | A               | 2          | 0          | CI              | 0               | 0               | UEL                | 2                  | 0                  | -           | -           | -           | 4      | 0      |        |
| Totale Juventus | Totale Juventus | Totale Juventus | 3          | 0          |                 | 0               | 0               |                    | 2                  | 0                  |             | -           | -           | 5      | 0      |        |
| 2011-2012       | Lecce           | A               | 8          | 0          | CI              | 0               | 0               | -                  | -                  | -                  | -           | -           | -           | 8      | 0      |        |
| 2012-gen. 2013  | Vicenza         | B               | 13         | 1          | CI              | 0               | 0               | -                  | -                  | -                  | -           | -           | -           | 13     | 1      |        |
| gen.-giu. 2013  | Cesena          | B               | 13         | 0          | CI              | -               | -               | -                  | -                  | -                  | -           | -           | -           | 13     | 0      |        |
| gen.-giu. 2014  | Juve Stabia     | B               | 10         | 0          | CI              | -               | -               | -                  | -                  | -                  | -           | -           | -           | 10     | 0      |        |
| 2014-gen. 2015  | Salernitana     | LP              | 12         | 0          | CI+CI-LP        | 1+2             | 0               |                    | -                  | -                  | -           | -           | -           | 15     | 0      |        |
| gen.-giu. 2015  | Catanzaro       | LP              | 12         | 2          | CI+CI-LP        | -               | -               |                    | -                  | -                  | -           | -           | -           | 12     | 2      |        |
| 2015-feb. 2016  | Padova          | LP              | 8          | 0          | CI-LP           | 2               | 0               |                    | -                  | -                  | -           | -           | -           | 10     | 0      |        |
| feb.-giu. 2016  | Virtus Lanciano | B               | 11+1       | 0          | CI              | -               | -               |                    | -                  | -                  | -           | -           | -           | 12     | 0      |        |
| ago. 2016-2017  | Livorno         | LP              | 15+2       | 0          | CI-LP           | 0               | 0               |                    | -                  | -                  | -           | -           | -           | 17     | 0      |        |
| 2017-2018       | Livorno         | C               | 21         | 0          | CI+CI-C         | 1+1             | 0               |                    | -                  | -                  | SC          | 2           | 0           | 25     | 0      |        |
| Totale Livorno  | Totale Livorno  | Totale Livorno  | 36+2       | 0          |                 | 2               | 0               |                    | -                  | -                  |             | 2           | 0           | 42     | 0      |        |
| 2018-2019       | Fermana         | C               | 31+1       | 3          | CI-C            | 1               | 0               |                    | -                  | -                  | -           | -           | -           | 33     | 3      |        |
| 2019-gen. 2020  | Piacenza        | C               | 9          | 0          | CI+CI-C         | 2+3             | 0               | -                  | -                  | -                  | -           | -           | -           | 14     | 0      |        |
| gen.-giu. 2020  | Olbia           | C               | 8+2        | 0          | CI-C            | -               | -               | -                  | -                  | -                  | -           | -           | -           | 10     | 0      |        |
| 2020-2021       | Olbia           | C               | 26         | 1          | -               | -               | -               | -                  | -                  | -                  | -           | -           | -           | 26     | 1      |        |
| 2021-2022       | Olbia           | C               | 20+1       | 0          | CI-C            | 1               | 0               | -                  | -                  | -                  | -           | -           | -           | 22     | 0      |        |
| Totale Olbia    | Totale Olbia    | Totale Olbia    | 54+3       | 1          |                 | 1               | 0               |                    | -                  | -                  |             | -           | -           | 58     | 1      |        |
| 2022-2023       | Fermana         | C               | 33         | 6          | CI-C            | -               | -               | -                  | -                  | -                  | -           | -           | -           | 33     | 6      |        |
| 2023-2024       | Fermana         | C               | 28         | 5          | CI-C            | 0               | 0               | -                  | -                  | -                  | -           | -           | -           | 28     | 5      |        |
| Totale Fermana  | Totale Fermana  | Totale Fermana  | 92+1       | 14         |                 | 1               | 0               |                    | -                  | -                  |             | -           | -           | 94     | 14     |        |
| 2024-gen. 2025  | L’Aquila        | D               | 14         | 1          | CI-D            | 2               | 0               | -                  | -                  | -                  | -           | -           | -           | 16     | 1      |        |
| gen.- giu. 2025 | Recanatese      | D               | 13         | 0          | CI-D            | 0               | 0               | -                  | -                  | -                  | -           | -           | -           | 13     | 0      |        |
| Totale carriera | Totale carriera | Totale carriera | 315        | 19         |                 | 16              | 0               |                    | 2                  | 0                  |             | 2           | 0           | 335    | 19     |        |

### Cronologia di reti e presenze in nazionale
| Cronologia completa delle presenze e delle reti in nazionale ― Italia under 21 | Cronologia completa delle presenze e delle reti in nazionale ― Italia under 21 | Cronologia completa delle presenze e delle reti in nazionale ― Italia under 21 | Cronologia completa delle presenze e delle reti in nazionale ― Italia under 21 | Cronologia completa delle presenze e delle reti in nazionale ― Italia under 21 | Cronologia completa delle presenze e delle reti in nazionale ― Italia under 21 | Cronologia completa delle presenze e delle reti in nazionale ― Italia under 21 | Cronologia completa delle presenze e delle reti in nazionale ― Italia under 21 |
| Data                                                                           | Città                                                                          | In casa                                                                        | Risultato                                                                      | Ospiti                                                                         | Competizione                                                                   | Reti                                                                           | Note                                                                           |
| ------------------------------------------------------------------------------ | ------------------------------------------------------------------------------ | ------------------------------------------------------------------------------ | ------------------------------------------------------------------------------ | ------------------------------------------------------------------------------ | ------------------------------------------------------------------------------ | ------------------------------------------------------------------------------ | ------------------------------------------------------------------------------ |
| 17-11-2010                                                                     | Rieti                                                                          | Italia under 21                                                                | 2 – 1                                                                          | Turchia under 21                                                               | Amichevole                                                                     | -                                                                              |                                                                                |
| Totale                                                                         |                                                                                | Presenze                                                                       | 1                                                                              |                                                                                | Reti                                                                           | 0                                                                              |                                                                                |

## Palmarès

### Club

#### Competizioni giovanili
- Torneo di Viareggio: 1

Juventus: 2010

#### Competizioni nazionali
- Serie C: 1

Livorno: 2017-2018 (girone A)